# Golf de Mannar

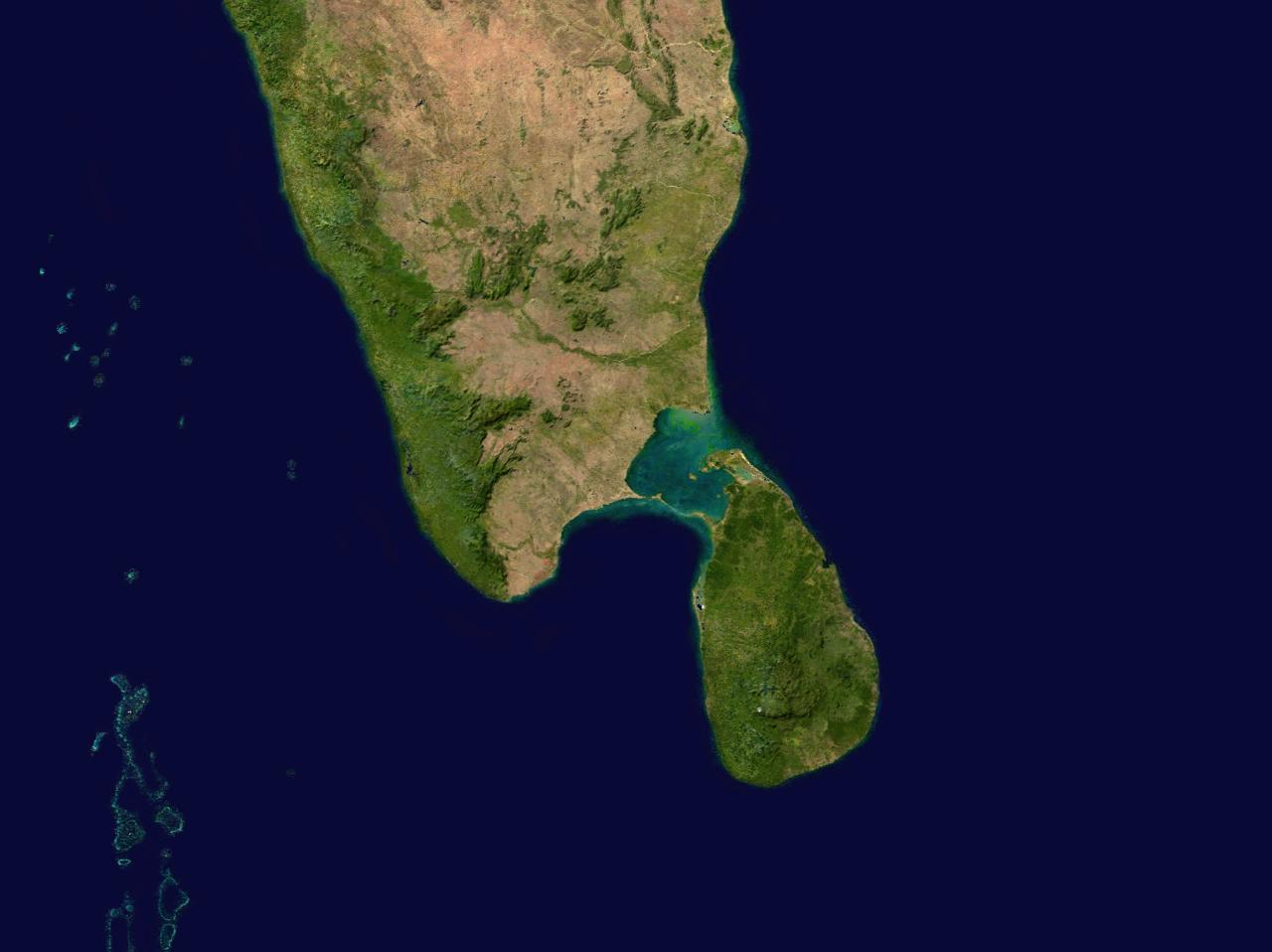
El golf de Mannar, entrant de l'oceà Índic situat entre la punta sud de l'Índia i l'illa de Sri Lanka

El golf de Mannar (o de Manaar) és una àmplia badia d'aigües somes situada al mar de les Lacadives, a l'oceà Índic. S'estén entre el litoral sud-oriental de l'Índia (dins l'estat de Tamil Nadu, des de Tirunelveli al sud fins a Madurai al nord) i la costa occidental de Sri Lanka; al nord hi ha les illes rocoses del Pont d'Adam, que el separen de l'estret de Palk, i al sud queda el mar obert. El seu extrem sud-occidental és, de fet, el cap Comorin, la punta sud de l'Índia; pel que fa a Sri Lanka, l'extrem es troba a la ciutat de Galle, al sud-oest de l'illa.
Al golf hi ha algunes petites illes o illots, i esculls i roques, especialment al nord. Hi desguassen el riu Thamirabarani, a l'Índia, i l'Aruvi Aru a Sri Lanka.